# 린리 자작 찰스 암스트롱존스
린리 자작 찰스 패트릭 이니고 암스트롱존스(Charles Patrick Inigo Armstrong-Jones, Viscount Linley, 1999년 7월 1일 ~ )는 제2대 스노든 백작 데이비드 암스트롱존스와 스노든 백작부인 세레나 암스트롱존스의 아들이다. 스노든 백작부인 마거릿의 손자이자 조지 6세의 외증손이다. 현재 스노든 백작의 후계자이자 영국의 왕위 계승 순위 26위이다.